# Diagrama de blocs de model matemàtic

Bloc de model matemàtic.

Un diagrama de blocs de model matemàtic, és un tipus de diagrama de blocs usat per descriure el comportament d'un sistema físic o real descrit per un model matemàtic. Aquests diagrames i les seves relacions estan definides i tenen regles bàsiques que milloren l'anàlisi mitjançant la seva comprensió. Un model matemàtic lineal en el domini de la freqüència pot tenir representació mitjançant els elements que es descriuen a continuació.

## Figures bàsiques
Sigui:
X(s) una funció de variables d'entrada.
Y(s) una funció de variables de sortida.
T(s) una funció de transferència.
El bloc que representa aquesta relació matemàtica és:
Y(s) = T(s)X(s)

## Anàlisi
Es refereix a la descomposició d'un tot en els seus diferents elements constituents, amb la finalitat d'estudiar aquests de manera separada, per tal d'arribar, en un procés de síntesi, a un coneixement integral exacte.

## Simplificació
En general, transformació d'una cosa en una altra de més senzilla, més fàcil o menys complicada. Per exemple:
la simplificació dels procediments administratius accelerarà els tràmits legals.

En matemàtiques, reducció d'una expressió algebraica o numèrica a la seva forma més simple. Per exemple: la simplificació d'una equació.